# Kržatka otrubičnatá
Kržatka otrubičnatá (Tubaria furfuracea) je stopkovýtrusná houba menšího vzrůstu. Tento druh je velmi proměnlivý, někteří odborníci rozlišují ještě kržatku zimní (Tubaria hiemalis) a kržatku Romagnesiho (Tubaria romagnesiana). Kržatka Romagnesiho i kržatka zimní se liší jinými cystidami, kržatka Romagnesiho pak ještě navíc více vyvinutým velem a menšími výtrusy. Ač je kržatka jedlou houbou, pro svou nevýraznou chuť a menší velikost je kulinářsky nevýznamná.

## Popis
Klobouk kržatky je 10–40 mm široký. V mládí je polokulovitý a má okraje ověšeny zbytky vela, ve stáří vyklenutý, plochý až prohloubený. Barva klobouku je za vlhka okrová až rezavá a za sucha béžová, v mládí je klobouk bíle vločkatý, později do poloviny prosvítavě rýhovaný, na okraji světlejší. Lupeny jsou řídké, mírně sbíhavé.Na ostří krémové, pak až oranžově hnědé. Třeň je válcovitý, nepravidelný, dlouhý 2 až 5 cm a 2 až 5 mm tlustý a někdy i s nevýrazným prstencem. Barvu má stejnou jako klobouk a na povrchu je ojíněný. Výtrusný prach je okrově hnědý. Dužninu má kržatka tenkou, okrově hnědou.

## Výskyt
Kržatku otrubičnatou můžeme najít v listnatých a smíšených lesích či na loukách. Její plodnice rostou ve skupinách. Vyskytuje na tlejícím listí či dřevě, zejména od pozdního podzimu do jara.

## Vědecká synonyma
- Agaricus furfuraceus[3]
- Agaricus furfuraceus var. furfuraceus[3]
- Agaricus furfuraceus var. viscosus[3]
- Agaricus heterosticha[3]
- Agaricus sobrius[3]
- Agaricus sobrius var. sobrius[3]
- Hylophila pellucida var. furfuracea[3]
- Hylophila sobria[3]
- Naucoria furfuracea[3]
- Naucoria furfuracea var. furfuracea[3]
- Naucoria sobria[3]
- Naucoria sobria var. sobria[3]
- Psilocybe heterosticha[3]
- Tubaria anthracophila[3]
- Tubaria furfuracea subsp. furfuracea[3]
- Tubaria furfuracea subsp. heterosticha[3]
- Tubaria furfuracea var. anthracophila[3]
- Tubaria furfuracea var. crenulata[3]
- Tubaria furfuracea var. furfuracea[3]
- Tubaria furfuracea var. heterosticha[3]
- Tubaria furfuracea var. hiemalis[3]
- Tubaria furfuracea var. novembris[3]
- Tubaria heterosticha[3]
- Tubaria hiemalis[3]
- Tubaria hiemalis var. hiemalis[3]
- Tubaria hiemalis var. major[3]
- Tubaria major[3]